# French Island (Bay of Islands)
French Island, voorheen ook Tweed Island genoemd, is een onbewoond eiland dat deel uitmaakt van de Canadese provincie Newfoundland en Labrador. Het eiland meet 3,3 km² en ligt voor de westkust van het eiland Newfoundland.

## Geografie
French Island is het op twee na grootste eiland van de Bay of Islands, een grote baai aan de westkust van Newfoundland. Het ligt in westelijke deel van die baai, op de overgang in de Saint Lawrencebaai. French Island ligt 2 km ten westen van Big Island en iets meer dan 1 km ten noordoosten van Wee Ball.
Het ruwweg vierhoekige eiland heeft langs de noord- en westkust hoge, zwarte kliffen en bereikt een maximale hoogte van 220 meter boven de zeespiegel.